# Amentotaxus assamica
Amentotaxus assamica — вид хвойних рослин родини тисових.

## Поширення, екологія
Відомий з 2–3 місць в Аруначал-Прадеш, Індія. Зустрічається в теплому помірному гірському тропічному лісі на північних схилах на висотах між 1600 м і 2000 м над рівнем моря. У цьому "моховому лісі переважають Quercus, Castanopsis, Acer і Rhododendron, з відповідними таксонами, такими як Magnolia, Michelia, Corylopsis himalayana, Betula alnoides, Carpinus viminea і Exbucklandia populnea.

## Морфологія
Росте як вічнозелене, до 20 метрів висотою дерево. Гілки горизонтальні або повислі. Молоді пагони зелені в перший рік і жовтуваті в наступні роки. Вегетативні бруньки конічні. Голки лінійні або лінійно-ланцетні, серпоподібно вигнуті або S-подібно вигнуті, як правило, 7–11 і рідко до 15 см в довжину і в основному 7-12 мм в ширину. Верхня сторона голок темно-зелений, гладкий або дрібно рифлена. Знизу дві білі смуги. Насіннєві структури ростуть по одному в пазухах хвої поблизу кінців гілок. М'якоть плоду від обернено-яйцеподібно-довгастої до еліпсоїдної форми, загострені, довжиною 25–35 мм і має діаметр від 15 до 25 міліметрів. Вона спочатку блискуче зелена, потім жовтіє і фіолетова пізніше. Насіння подовжене або еліптичне, довжиною від 15 до 20 мм і діаметром 7–10 мм.

## Використання
Локально використовується для будівництва будинків.

## Загрози та охорона
Недавні дослідження (2006, 2008) виявили, що в деяких районах цей вид перебуває під загрозою вирубки лісів, пов'язаної зі зміщенням сільського господарства, локалізованої експлуатації для деревини та дров, розвитку інфраструктури (доріг і гідровузлів). Нагальні потреби є у створенні лісових заповідників, а також удосконаленні заходів для забезпечення збереження місць проживання для цього виду.